# Prieuré Saint Botolph
Le Prieuré Saint-Botolph est une maison médiévale de chanoines augustins à Colchester, Essex, fondée vers 1093. Le prieuré a la particularité d'être le premier et principal couvent augustinien d'Angleterre jusqu'à sa dissolution en 1536,,.
Les vestiges sont protégés comme monument classé de Grade I.

## Histoire

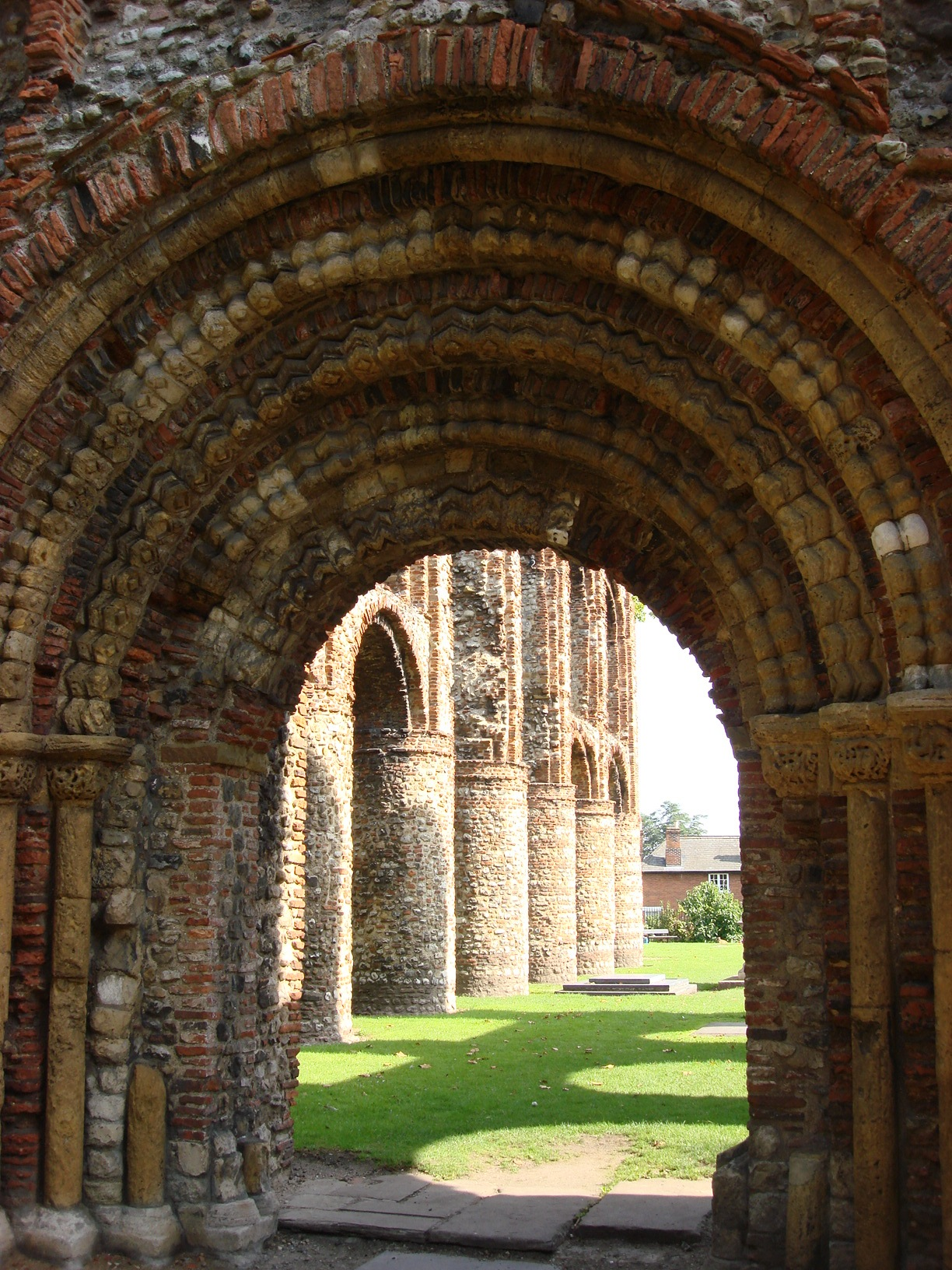
La porte de grâce de l'église du Prieuré

### Fondation
Une église saxonne dédiée à St Botolph se dresse à l'origine sur le site du prieuré, avec une tour qui ressemble à la tour saxonne de l'église Holy Trinity de Colchester. La conversion de l'église en prieuré augustinien commence avec un prêtre du Kent appelé Norman, qui a étudié auprès d'Anselme de Cantorbéry en France avant de retourner en Angleterre et de s'installer à Colchester. Là, il rejoint un collège de prêtres séculiers de l'église de Saint-Botolph qui ont décidé de rejoindre un ordre religieux et dont le chef, Ainulf, se tourne vers Norman pour obtenir des conseils à ce sujet. Lorsque Norman suggère l'ordre augustinien, qui à l'époque n'a pas de maisons en Angleterre, Ainulf et ses partisans acceptent, le renvoyant à Anselme, archevêque de Cantorbéry, qui remet à Norman une lettre de recommandation à apporter à l'abbé du Mont-Saint-Éloi. Norman et un compagnon emportent cette lettre en France, d'abord à Chartres puis à Beauvais, où ils apprennent la Règle de saint Augustin avant de retourner à Colchester. Là, ils transforment l'église de St Botolph en prieuré de St Botolph, avec Ainulf comme premier prieur vers 1093. Guillaume le Roux accorde une charte de protection aux chanoines du Prieuré, avant sa mort en 1100. Plus tard, en 1108, Norman quitte Colchester avec la bénédiction des Ainulf pour devenir le premier prieur du Prieuré Holy Trinity, Aldgate. Le pape Pascal II confirme plus tard la création du Prieuré Saint-Botolph dans une bulle papale en août 1116. Ce faisant, ils deviennent la première institution augustinienne en Angleterre. Outre St Botolph, le prieuré célèbre également St Julian et St Denis.

### Histoire médiévale
Le Prieuré est libre de toute juridiction, laïque ou ecclésiastique, et à la mort d'Ainulf ou de l'un de ses successeurs, un nouveau chef devait être élu par la majorité des frères et présenté à l'évêque de Londres pour consécration. avec des pouvoirs spéciaux. Au milieu du XIVe siècle, une violente altercation a lieu entre le prieuré et l'abbaye Saint-Jean. L'abbaye s'est plainte au pape que le prieur Jean avec deux de ses chanoines, John Noreys et Thomas de Gipwico, ainsi que plusieurs laïcs, a attaqué l'un des moines de St John's avec une épée et un poignard et les a bloqués à l'intérieur de l'abbaye, avant qu'un troisième chanoine, accompagné de quelques laïcs entre de force et attaque l'abbé et le couvent. Le pape Urbain V, le 1er juillet 1363, ordonne à l'archevêque de Cantorbéry d'excommunier le prieur et les chanoines incriminés s'ils peuvent être reconnus coupables. Cet incident semble être dû à des différends concernant le contrôle de l'église Saint-Pierre et d'autres questions à Colchester et à Layer de la Haye. Ces différends sont réglés l'année suivante.
En 1380, le prieur et les chanoines se plaignent auprès du roi Richard II que plusieurs personnes se font passer pour leurs avocats et surveillants et utilisent de fausses lettres pour collecter de l'argent auprès de victimes sans méfiance. Le roi ordonne que les contrevenants soient arrêtés et envoyés à la prison de Newgate, et les fausses lettres devaient être remises à l'archevêque de Cantorbéry.
Le 20 février 1421, le pape Martin V accorde un assouplissement de la pénitence aux pénitents qui, le jour de la fête de Saint-Denis, visitent et font l'aumône pour la conservation et la réparation du prieuré.
Le prieur John Depyng est nommé abbé du prieuré de St Osyth en 1434 et emporte avec lui des biens d'une valeur considérable appartenant au prieuré. Il ne les a jamais rendus et, après sa mort, St Botolph intente un procès apparemment infructueux devant la chancellerie contre St Osyth pour leur récupération.

### Dissolution

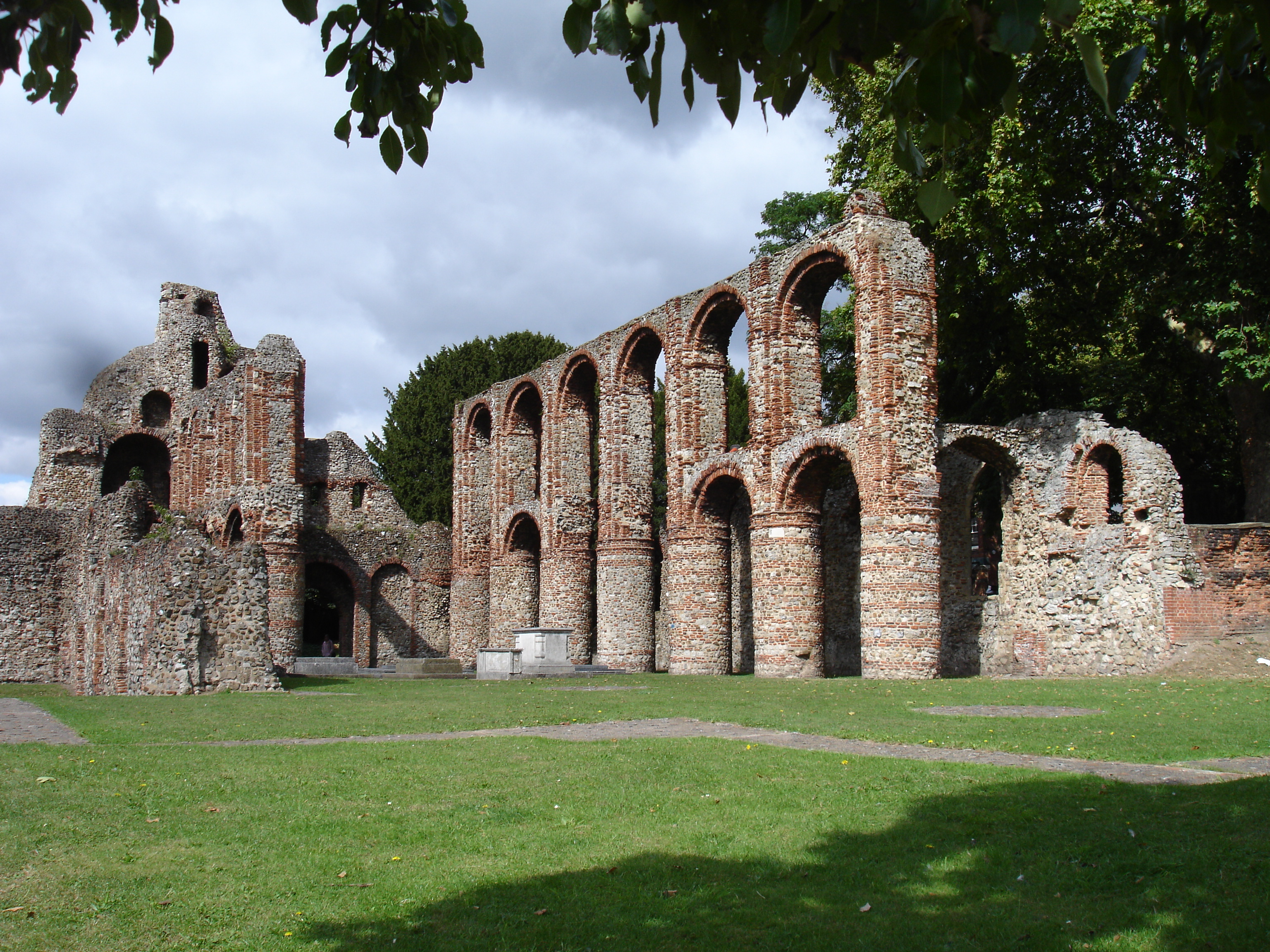
La nef de l'église prieurale

Au début de 1534, le prieur et les sept chanoines, Robert Bawde, Richard Parker, William Shyrwyn, John Garrard, John Gyppys, Robert Rand et William Patche, prêtèrent serment de fidélité en vertu de l'Acte de Succession, évitant ainsi les poursuites en vertu de la loi sur les trahisons de 1534.
Le prieuré est dissous conformément à la loi de 1536. Le 26 mai de la même année, il est concédé avec toutes ses possessions, dont les manoirs de Blindknights, Canwikes et Dilbridge à Thomas Audley qui a l'autorisation, le 12 septembre 1540, d'accorder le site du prieuré à John Golder et Anastasia son épouse.
Comme le prieuré a été une maison augustinienne et que l'église a donc des fonctions à la fois paroissiales et conventuelles, la nef est conservée comme église paroissiale. Le chœur, qui était destiné uniquement aux chanoines, n'est cependant pas épargné et est démoli ainsi que le cloître, la Salle capitulaire et les bâtiments associés. L'église reste ainsi jusqu'au siège de Colchester en 1648 pendant la Seconde Guerre civile anglaise. Une armée royaliste s'empare de la ville, qui est ensuite encerclée et bombardée par la New Model Army dirigée par Thomas Fairfax, St Botolph étant prise entre deux feux, l'assaut sur la porte sud, la réduit à son état actuel de ruine.
En 1837, une église gothique victorienne est construite à côté des ruines, recouvrant partiellement l'emplacement du cloître du prieuré. Les ruines elles-mêmes sont désormais un parc public et, en 2010-2012, des améliorations sont apportées pour les rendre plus accessibles.